# Oligia egensa
Oligia egensa là một loài bướm đêm trong họ Noctuidae.